# William Shew

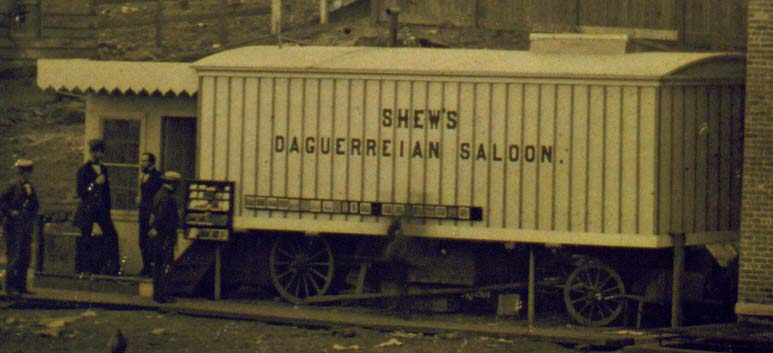
Daguerreotypický salón Williama Shewa

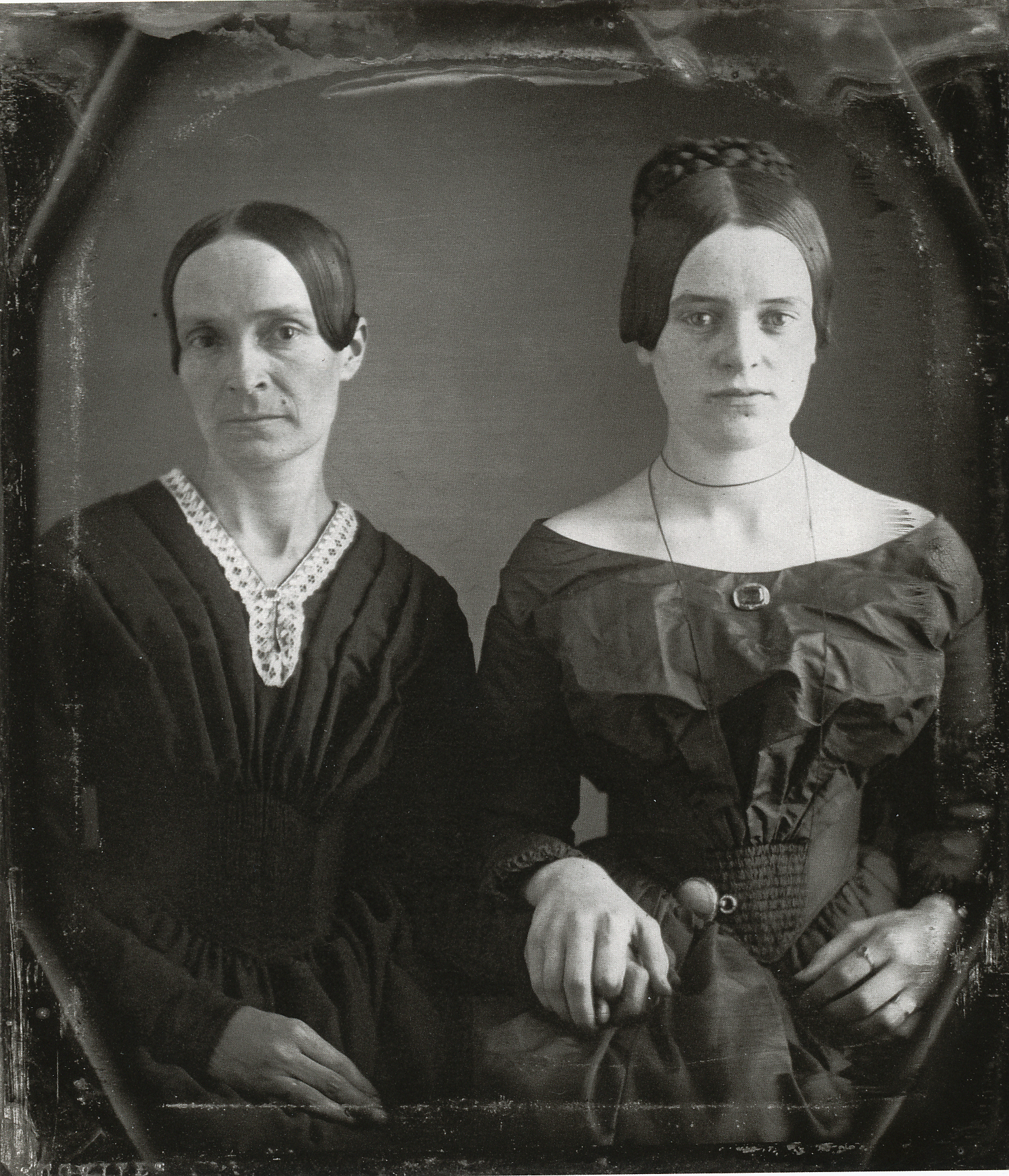
William Shew: Matka a dcera

William Shew (březen 1820 – 5. února 1903) byl americký fotograf, který vlastnil daguerrotypické mobilní fotografické studio ve voze, který nesl název Daguerrotypický salón (The Daguerrotype Saloon).

## Život a dílo
Vystudoval umění fotografie u daguerrotypisty Johna Plumba.
S postupujícím rozvojem techniky v polovině 19. století dostali fotografové možnost využívat zkracující se dobu expozice, osvobodit se a vytvořit nový styl portrétní fotografie. Fotografové se přemístili ze svých ateliérů do exteriérů, na bojiště, přes oceány a do vzdálených pouští. Daguerreotypický salón Williama Shewa, fotografická dodávka Photographic Van Rogera Fentona a vagón What-is-it? Mathewa Bradyho nastavily standardy portrétní fotografie druhé poloviny devatenáctého století.